# Musothyma
Musothyma là một chi bướm đêm thuộc họ Noctuidae.

## Loài
- Musothyma cyanastis Meyrick, 1897